# Спасибо товарищу Сталину за наше счастливое детство!

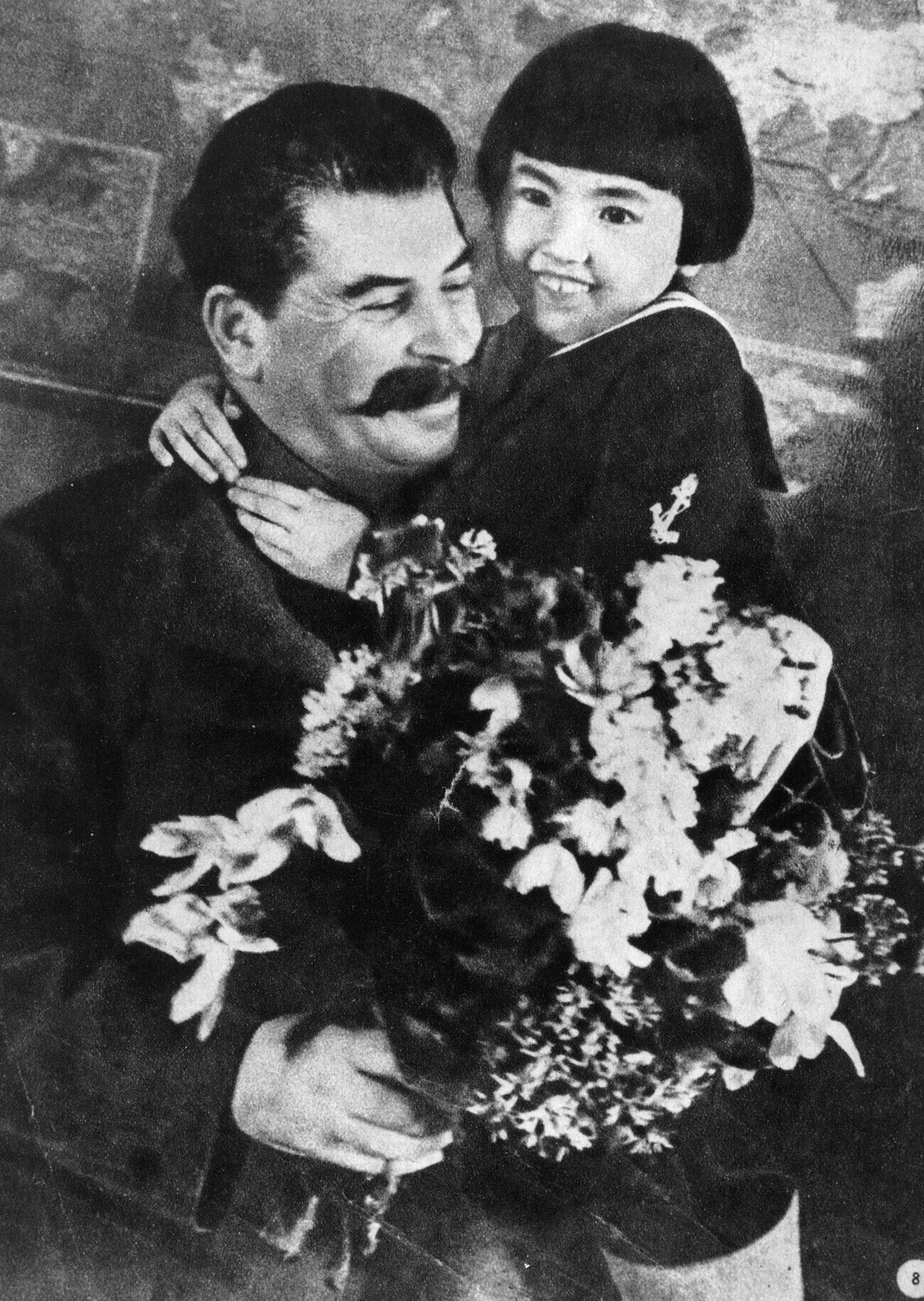
Фотография «Друг детей»; на снимке Геля Маркизова, чьи родители впоследствии были репрессированы.

«Спасибо товарищу Сталину за наше счастливое детство!» — популярная фраза, идущая от лозунга, который несли участники физкультурного парада на Красной площади 6 июля 1936 года. Потом фраза фигурировала в тексте плакатов, названии ряда картин. Годом раньше появилась «Песня советских школьников» со строками: «За детство счастливое наше / Спасибо, родная страна!» (слова В. М. Гусева), определённо повлиявшая на создание лозунга.
23 сентября 1937 года в газете «Правда» была опубликована передовая статья под названием «Счастливые Дети сталинской эпохи», где были слова «Спасибо товарищу Сталину за счастливое детство!» Эта публикация окончательно закрепила эту фразу в политическом обиходе того времени. Фраза использовалась в советских школах, детских садах, в детских библиотеках и большими буквами выставлялась на стадионах. Фраза также использовалась в плакатном искусстве.
В 1936 году похожая фраза «Спасибо товарищу Сталину за наше счастливое детство!» была использована в качестве подписи к опубликованной в газетах фотографии со Сталиным, держащим на руках бурятскую девочку Гелю Маркизову с букетом цветов. Девочка с цветами рядом с вождём долго являлась символом счастливого советского детства.

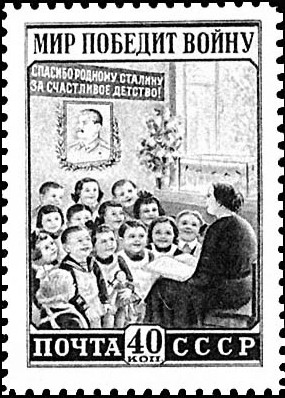
1950: «Мир победит войну». В детском саду: «Спасибо родному Сталину за счастливое детство». Художник Е. Буланова

## Народный фольклор о фразе и обстоятельствах с Гелей Маркизовой
В публицистической литературе об истории встречи Сталина и Гели Маркизовой имеется информация, согласно которой Сталин якобы произнёс по-грузински, будто бы присутствовавшему на встрече Л. П. Берии: «მომაშორე ეგ ტილიანი!» (момашоре ег тилиани! — Убери эту вшивую!). Однако маловероятно, чтобы в то время живший в Тбилиси первый секретарь Закавказского крайкома ВКП(б) Берия 27 января 1936 года присутствовал в Москве (куда он переедет только в 1938 году); фото- и кинохроника встречи также не запечатлели присутствие Берии рядом со Сталиным. Сомнения высказывает и внучка Энгельсины Сергеевны, Дарья Андреева: «Говорят, что, держа на руках мою бабушку, Сталин сказал Берии „Мамашоры эктилианы“ — то есть, „убери эту вшивую“, но мне кажется, что это уже мифология». Автор публикации в журнале «Искусство кино» (2014) Сергей Цыркун вместо Берии говорит про «охранников-грузин»: «Поднимая эту девочку (бурятку Гелю Маркизову) на руки и позируя фотографам, Сталин сквозь зубы бросил своим охранникам-грузинам: „Момашоре ег тилиани“. Грузинский язык Геля не знала, лишь через много лет ей сказали, что фраза переводится „Уберите эту вшивую“».
Литературовед Юрий Борев в сборнике интеллигентского фольклора «Сталиниада» в зарисовке «Друг детей» пишет:

«Люди моего поколения с детства знали и любили фотопортрет вождя с черноволосой девочкой на руках. Вождь умилённо улыбается. Девочка восторженно сияет. Это бурятка Геля Маркизова.

Её родители, не зная, на кого оставить маленькую дочь, взяли её на приём к Сталину. Девочка подарила вождю цветы и оказалась у него на руках. Все детские учреждения страны украшали фотопортрет вождя с Гелей на руках и лозунг: „Спасибо товарищу Сталину за наше счастливое детство“.
Большое спасибо! От Гели особенно большое: ведь она вскоре осиротела, её отца — наркома земледелия Бурят-Монгольской АССР — арестовали, а вслед за ним и мать ушла в лагеря.

В тридцатых годах Сталин издал приказ о том, что уголовной ответственности, вплоть до расстрела, подлежат дети, начиная с 12 лет.

Тем не менее всё моё поколение с детства знало, что товарищ Сталин — лучший друг советских детей».

В очерке писателя Владимира Бараева история Гели Маркизовой представлена следующим образом: «Мать знаменитой девочки вместе с ней сослали в Среднюю Азию. 7-летняя Геля, придя домой, нашла её с перерезанным горлом. А картины Сталина с девочкой продолжали украшать города и сёла страны. Символ счастливого детства стал символом лицемерия эпохи. Сироту вырастили родичи Дырхеевы. Под этой фамилией она поступила в МГУ. Выйдя замуж за сокурсника, Энгельсина Ардановна Чешкова окончила истфак, защитила диссертацию, работала в вузах Москвы. У неё родились две дочери, которые сейчас живут в Лондоне и Нью-Йорке».
С этой фразой связан также, такой возникший впоследствии анекдот:
На первомайской демонстрации колонна глубоких стариков несёт плакат: «Спасибо товарищу Сталину за наше счастливое детство».
К ним подбегает некто в штатском:

— Вы что, издеваетесь? Когда вы были детьми, товарищ Сталин ещё не родился!

— Вот за это ему и спасибо!

## Комментарии
1. ↑  См. подробный разбор мифов о Геле Маркизовой в публикации: Василий Иванов. Правда, которая ложь, или Немного о Сталине и девочках. Архивная копия от 27 июня 2013 на Wayback Machine // shkolazhizni.ru